# Epitaxia de feix químic
L'epitaxia de feix químic (CBE) forma una classe important de tècniques de deposició per als sistemes de capes de semiconductors, especialment els sistemes de semiconductors III-V. Aquesta forma de creixement epitaxial es realitza en un sistema de buit ultraalt. Els reactius es presenten en forma de feixos moleculars de gasos reactius, típicament com l'hidrur o un metall orgànic. El terme CBE s'utilitza sovint de manera intercanviable amb epitaxia de feix molecular orgànic-metall (MOMBE). La nomenclatura sí que diferencia els dos processos (lleugerament diferents). Quan s'utilitza en el sentit més estricte, CBE es refereix a la tècnica en què els dos components s'obtenen de fonts gasoses, mentre que MOMBE es refereix a la tècnica en què el component del grup III s'obté d'una font gasosa i el component del grup V d'una font sòlida.

## Principis bàsics
L'epitaxia del feix químic va ser demostrada per primera vegada per WT Tsang el 1984. Aleshores, aquesta tècnica es va descriure com un híbrid de deposició de vapor químic orgànic-metall (MOCVD) i epitaxia de feix molecular (MBE) que aprofitava els avantatges d'ambdues tècniques. En aquest treball inicial, es van cultivar InP i GaAs utilitzant alquils gasosos del grup III i V. Mentre que els elements del grup III es van derivar de la piròlisi dels alquils a la superfície, els elements del grup V es van obtenir a partir de la descomposició dels alquils posant-los en contacte amb tàntal (Ta) o molibdè (Mo) escalfats a 950-1200.°C. La pressió típica al reactor de gas està entre 102 Torr i 1 atm per MOCVD. Aquí, el transport de gas es produeix per flux viscós i els productes químics arriben a la superfície per difusió. En canvi, a CBE s'utilitzen pressions de gas inferiors a 10 −4 Torr. El transport de gas ara es produeix com a feix molecular a causa dels camins lliures de mitjana molt més llargs, i el procés evoluciona cap a una deposició de feix químic. També val la pena assenyalar aquí que MBE utilitza feixos atòmics (com l'alumini (Al) i el gal·li (Ga)) i bigues moleculars (com As4 i P4) que s'evaporen a altes temperatures a partir de fonts elementals sòlides, mentre que les fonts per a CBE es troben en fase de vapor a temperatura ambient.

## Cinètica de creixement
Per entendre millor la cinètica de creixement associada amb CBE, és important analitzar també els processos físics i químics associats amb MBE i MOCVD. La cinètica de creixement d'aquestes tres tècniques difereix de moltes maneres. En MBE convencional, la taxa de creixement està determinada per la velocitat d'arribada dels feixos atòmics del grup III. El creixement epitaxial té lloc quan els àtoms del grup III incideixen a la superfície del substrat escalfat, migren als llocs de gelosia adequats i després es dipositen prop dels dímers o tetràmers del grup V en excés. Val la pena assenyalar que no hi ha cap reacció química implicada a la superfície ja que els àtoms es generen per evaporació tèrmica a partir de fonts elementals sòlides.

## Advantages and disadvantages
CBE ofereix molts altres avantatges respecte a les seves tècniques principals de MOCVD i MBE, alguns dels quals s'enumeren a continuació:

### Avantatges sobre MBE
1. Escalat multiwafer més fàcil: la rotació del substrat és necessària per a la uniformitat en el gruix i la conformitat, ja que MBE té cèl·lules d'efusió individuals per a cada element. Les grans cèl·lules d'efusió i la dissipació eficient de la calor dificulten l'escala multiwafer.
2. Millor per a l'entorn de producció: resposta de flux instantània a causa del flux de control electrònic de precisió.
3. Absència de defectes ovals: aquests defectes ovals generalment sorgeixen de microgotes de Ga o In escopits de cèl·lules d'efusió a alta temperatura. Aquests defectes varien en mida i densitat d'un sistema a un altre i d'un temps a un altre.[4]
4. Disminueix les derivas en condicions d'efusió que no depenen de l'ompliment de la font efusiva.
5. En els últims desenvolupaments patentats per ABCD Technology, la rotació del substrat ja no és necessària.

### Avantatges respecte a MOCVD
1. Fàcil implementació d'instruments de diagnòstic in situ com RHEED.
2. Compatibilitat amb altres mètodes de processament de pel·lícula fina a alt buit, com ara l'evaporació de metalls i la implantació d'ions.

### Deficiències del CBE
1. Cal més bombeig en comparació amb MOCVD.
2. El control de la composició pot ser difícil quan es creixen GaInAs. A alta temperatura, tenim una millor incorporació de Ga, però ens enfrontem al problema relacionat amb la desorció d'In.